# حدیث منزلت
حدیث منزلت حدیثی از محمد پیامبر اسلام است که بر اساس آن، علی بن ابی‌طالب نسبت به محمد، جایگاهی همچون جایگاه هارون به موسی را دارد. در این روایت تأکید شده‌است که تفاوت بین رابطه موسی و هارون و رابطه علی و محمد، در نبود هیچ پیامبری بعد از محمد است.
منابع روایی، در قطعی بودن این روایت اجماع دارند و این روایت در بین منابع شیعه و سنی، به حد تواتر گزارش شده‌است. این حدیث به نقل‌های متعددی گزارش شده‌است و به گزارش منابع اسلامی، در مواقع متفاوتی از جانب محمد در حق علی به زبان آمده‌است. مشهورترین زمان نقل حدیث منزلت، پیش از غزوه تبوک عنوان شده‌است، اما از زمان‌های دیگری چون روز پیمان برادری، روز پیمان دوم برادری، در منزل ام سلمه و به هنگام تعیین سرپرست برای دختر حمزه از مواردی عنوان شده‌است که محمد این حدیث را گزارش کرده‌است. اکثر عالمان علم حدیث سنی و تمام عالمان علم حدیث شیعه، در صحیح بودن حدیث تصریح داشته‌اند.
به عقیده منابع متعددی از شیعیان، این حدیث بیانگر جایگاه ویژه علی بن ابی‌طالب نزد محمد و برتری او بر سایر اصحاب اوست. عالمان شیعه همواره از این حدیث در راستای اثبات حقانیت علی بن ابی‌طالب در مسئله خلافت و جانشینی پیامبر استفاده می‌نمایند. اهمیت روایت سبب شده‌است تا جمعی از عالمان شیعه، کتاب‌های مفصل و مستقلی در خصوص این روایت تألیف نمایند. منزلت‌های «وجوب اطاعت»، «وزارت»، «حمایت»، «محبوبیت» و «برتری بر دیگران» از جمله منزلت‌هایی عنوان شده‌است که علی به واسطه این روایت برخوردار شده‌است. از همین روی در منابع شیعه، با توجه به حدیث منزلت به وجوب اطاعت از علی به جهت وجوب اطاعت از هارون برای قوم بنی‌اسرائیل تصریح شده‌است. برخی از عالمان سنی، بر این استدلال‌های انتقادهایی مطرح کرده‌اند و اساس این استدلال را نپذیرفته‌اند. منابع سنی بیشتر بر مسئله ختم نبوت به محمد در حدیث پرداخته‌اند. 

## سرآغاز

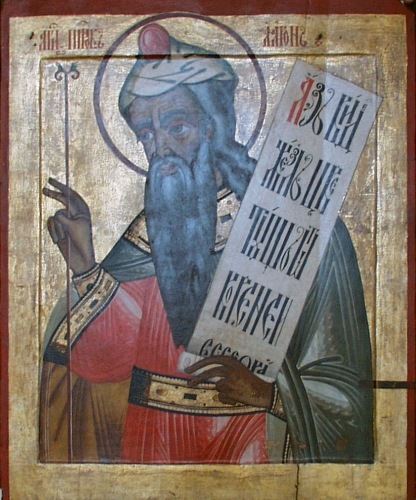
تمثال روسی از هارون، قرن ۱۸، صومعه کیزی، کاریلیا، روسیه

در سنت یهود، هارون به عنوان یاور موسی توصیف شده‌است که وظیفه سخنگویی از جانب او را داشته‌است. در باورهای یهودیت، خدا مستقیماً با هارون صحبت می‌کرد و معجزاتی نیز به او منسوب شده‌است. در تعلیماتی یهودیت، از فرزندان هارون به احترام یاد شده‌است و امتیازاتی را به صورت ویژه دریافت کرده‌اند که کاهن اعظم بودن فرزندان هارون از این میان است. از هارون با القابی چون مفسر شریعت، و مسیح نیز یاد شده‌است. در آیه ۱۴۲ سوره اعراف آمده‌است که به‌هنگام رفتن به میقات، هارون را جانشین خود در میان بنی‌اسرائیل قرار داد.

## محتوای حدیث
محتوای این حدیث، معرفی جایگاه علی بن ابی‌طالب نسبت به محمد، از زبان پیامبر اسلام است. این حدیث به نقل‌های متعددی گزارش شده‌است که معروف‌ترین نقل آن، به نقل از بخاری در صحیح بخاری آمده‌است.
«أنتَ مِنّی بِمَنزلةِ هارونَ مِنْ مُوسی، اِلّاأنـّه لانَبیَّ بَعدی»
ترجمه:

«تو نسبت به من به منزله هارون نسبت به موسی هستی، بجز اینکه بعد از من، پیامبری مبعوث نخواهد شد.»
نقل‌های متعددی از این روایت وجود دارد که در همه آنها جایگاه علی نسبت به محمد به جایگاه هارون نسبت موسی تشبیه شده‌است. به گزارش دانشنامه جهان اسلام، بیشتر اختلاف‌های صورت گرفته در متن روایت نیز به سبب تکرار روایت در مناسبت‌های مختلف بوده‌است. از اختلاف‌هایی که در متن روایت گزارش شده‌است، گزارش خطیب بغدادی از ولید بن عبدالملک اموی است که در آن کلمه «هارون» به صورت «قارون» گزارش شده‌است.

## صدور حدیث

### در واقعه جنگ تبوک و جانشینی محمد در مدینه
مشهورترین زمان نقل حدیث منزلت، پیش از غزوه تبوک عنوان شده‌است. غزوه تبوک، آخرین غزوه محمد بود که به سال ۹ ه‍.ق رخ داد و محمد راساً فرماندهی این غزوه را عهده‌دار شد. این نبرد بین سپاهیان اسلام و سپاهیان هراکلیوس — امپراتوری رم شرقی — تدارک شد. پس از رسیدن سپاهیان مسلمان به منطقه تبوک، سپاهیان روم در منطقه نبودند و در نتیجه سپاهیان مسلمان بازگشتند. به گزارش مسکین‌زدا، منابع در جانشینی که محمد برای خود در مدینه پس از خروج به سمت تبوک منصوب کرده‌است، دچار اختلاف هستند؛ اما با این وجود نظر غالب را جانشینی علی بر مدینه می‌داند. به گزارش حکیمی، شرق‌شناسان در خصوص این حدیث، سخنی جز به ضرورت به میان نیاورده‌اند و تنها به بخش‌هایی از ماجرای واقعه تبوک اشاره کرده‌اند. از این میان می‌توان به کارن آر مسترانگ در کتاب زندگی‌نامه پیامبر اسلام اشاره کرد که تنها واقعه تبوک و حدیث را گزارش کرده‌است. به نقل از مظهری، مفسر سنی مذهب، ابن هشام گزارش می‌کند که محمد بن مسلمه انصاری، از جانب محمد جانشین شد و کسی جز او در مدینه نماند، ولی دراوردی شخصی به نام سباع بن عرفطه را جانشین محمد در این موقعیت می‌داند. واقدی از کسانی است که جانشین محمد را محمد بن مسلمه در مدینه گزارش کرده‌است. ابن دحیه، روایتی را که صحیح توصیف می‌کند از سعد بن ابی‌وقاص روایت می‌کند که بر اساس آن، علی در مدینه جانشین محمد ماند و محمد به تبوک رفت. ابن اسحاق نیز روایتی را گزارش می‌کند که علی، در مدینه جانشین محمد بر خانه و اهل او بود. در روایتی که بخاری در صحیح خود از سعد بن ابی‌وقاص گزارش می‌کند، به عبارت «فاستخلف علیا» (به معنای اینکه علی را به جانشینی خود قرار داد) اشاره شده‌است. بر این اساس در اثبات الهداة و غایة المرام آمده‌است که محمد سپاهی را تدارک دید و قصد خروج از مدینه را نمود؛ در این غزوه، علی بن ابی‌طالب به عنوان جانشین پیامبر در مدینه باقی ماند. روایتی از ابی سعید که در تاریخ دمشق و مجمع الزوائد گزارش شده‌است نیز به این مطلب اشاره دارد که علی بر اهل مدینه جانشین نبود و بر اهل خانه محمد ولایت داشت. با این حال منابع دانشنامه‌ای، از علی به عنوان جانشین محمد در مدینه یاد کرده‌اند. طبق آنچه ابن کثیر، مسلم، بخاری و ترمذی نقل می‌کنند، علی سرپرست کل مدینه بود. آنان که این روایت را در ذیل ماجرای غزوه تبوک عنوان کرده‌اند، در ابتدای حدیث از جانشینی علی در مدینه خبر داده‌اند و از خالی شدن شهر یاد کرده‌اند. پس از آنکه علی به همراه جمعیت اندکی در شهر حاضر بود، شایعه‌هایی در خصوص اختلافات علی و محمد عنوان شد که موجب گردید علی خود را به محمد برساند و شایعات را به او اطلاع دهد. در آنجا محمد روایت منزلت را در حق علی مجدداً عنوان کرد.

### در موقعیت‌های دیگر
برخی منابع از تکرار این حدیث در زمان‌های دیگر چون روز پیمان برادری، روز پیمان دوم برادری، در منزل ام سلمه، به هنگام تعیین سرپرست برای دختر حمزه سخن به میان آورده‌اند. ابن ابی اوفی و به طبع او سیوطی در درالمنثور، از این روایت در ذیل وقایع عقد برادری گزارش کرده‌اند. در تفسیر ثعلبی و تفسیر کبیر نیز از این روایت در ذیل وقایع یوم الدار (یوم الانذار) یاد کرده‌اند. ابن مغازی در ذیل ماجرای سد الابوب به این روایت اشاره دارد. هنگام بازگشت از حجة الوداع و غدیر خم نیز از زمان‌های صدور این حدیث است که منابع شیعی به گزارش آن پرداخته‌اند. مرتضی عاملی نیز ۲۱ مرتبه مختلف در مناسبت‌های متفاوت را برای انشاء این روایت از جانب محمد، عنوان کرده‌است.

## سند
حدیث منزلت از احادیث گزارش شده از پیامبر اسلام است که مورد اتفاق شیعه و سنی قرار گرفته و از احادیث متواتر شمرده شده‌است. این روایت در منابع سنی از جمله مسند احمد بن حنبل، صحیح بخاری، صحیح مسلم بن حجاج و الجامع الصحیح ترمذی و در منابع شیعه مانند الارشاد مفید گزارش شده‌است. بنا به گزارش زینلی، در منابع حدیثی شیعه، این روایت از طریق ۹ امام شیعه و ۲۵ صحابی پیامبر اسلام نقل شده‌است. نسائی در خصائص امیرالمؤمنین، ۲۱ روایت در این موضوع نقل کرده‌است. حاکم حسکانی نقل می‌کند که حدیث منزلت از جانب استادش، به پنج هزار سند روایت شده‌است. آقانوری در دانشنامه جهان اسلام گفته‌است که ۸۸ راوی مشهور، آن را گزارش کرده‌اند.
محدث سنی مذهب، ابن حجر مکی به نقل از کسانی که اهل فن می‌خواند، این حدیث را معتبر و قابل اعتماد دانسته‌است. غیر از او، حاکم نیشابوری، حافظ ذهبی، سعد بن ابی‌وقاص، ابن تیمیه، عبدالحق دهلوی، گنجی شافعی، ابوالقاسم علی بن محسن تنوخی و سیوطی از دیگر محدثان و راویانی هستند که این حدیث را معتبر و صحیح دانسته‌اند. در نقلی که صنعانی و ابن حنبل گزارش می‌کنند، سعید بن مسیب پس از نقل حدیث منزلت از عامر، برای اطمینان به نزد سعد بن ابی‌وقاص رفت و از شنیدن این روایت از زبان محمد به گوش سعد، اطمینان حاصل کرد. ابن عبدالبر در الاستیعاب پس از گزارش حدیث منزلت، آن را استوار و صحیح‌ترین روایات عنوان می‌کند. ابن ابی الحدید در شرح نهج‌البلاغه گفته‌است که این حدیث مورد اتفاق تمام فرقه‌های اسلامی است. گروهی از منابع سنی مذهب همچون أبکار الأفکار اثر آمدی نیز، در سند روایت تشکیک کرده و آن را از احادیث آحاد برشمرده‌اند. این روایت به صورت متواتر در منابع شیعه، گزارش شده‌است. به عقیده عالمان شیعی، روایت منزلت از احادیث صحیح، مستفیض و بلکه متواتر عنوان شده‌است. این گزارش‌ها در منابع سنی نیز، در حد تواتر گزارش شده‌است.

## تفسیر و تأویل

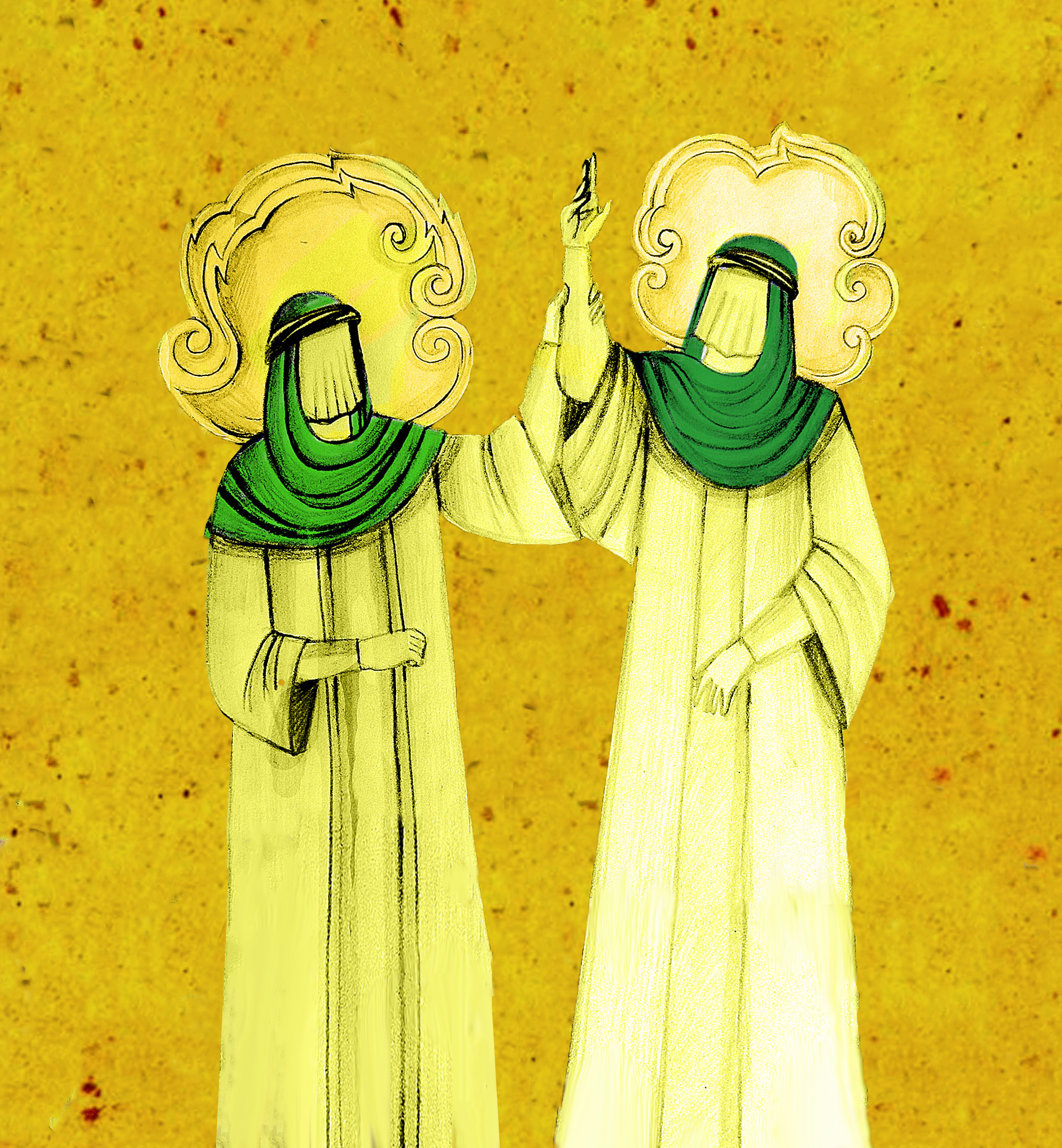
طراحی از رویداد غدیر خم که بر اساس روایاتی محمد دست علی بن ابی‌طالب را بالا گرفته و در مورد او سخنرانی کرده‌است.

### از دیدگاه شیعه
به گزارش دانشنامه جهان اسلام، این حدیث بیانگر جایگاه ویژه علی بن ابی‌طالب نزد محمد و برتری او بر سایر اصحاب اوست. عالمان شیعه از این حدیث به‌منظور اثبات حقانیت علی بن ابی‌طالب در مسئله خلافت و جانشینی پیامبر استفاده کرده‌اند. آنها با استناد به این روایت معتقدند که محمد علی را در مدینه جانشین خویش قرار داد و درخواست علی برای شرکت در جنگ تبوک را نپذیرفت و به او گفت: شرایط مدینه به گونه‌ای است که یا تو باید بمانی یا من. این حدیث در روایتی که از ابن‌عباس گزارش شده؛ حاوی عبارت «انت خلیفتی فی کل مؤمن من بعدی» در پایان آن و به معنی «تو جانشین من برای هر مؤمنی پس از من هستی» است. بر این اساس شیعیان بر این باورند که این جانشینی منحصر به واقعه تبوک نبوده‌است و عبارت انتهای روایت صراحتاً به زمان بعد از درگذشت پیامبر اسلام و خلافت علی بن ابی‌طالب پس از او اشاره دارد. این روایت در منابع شیعه و اهل سنت از لحاظ اعتبار و سند، صحیح السند به‌شمار می‌آید. به عقیده مسکین‌زدا، بررسی جایگاه هارون نسبت به موسی و جایگاه هارون در دیدگاه یهودیت، بر معانی این حدیث تأثیر گذاشته‌است و به همین جهت، این روایت در منابع شیعی در اثبات امامت علی بن ابی‌طالب اهمیت زیادی دارد. در همین خصوص عالمان شیعه، کتاب‌های مستقلی در خصوص این روایت تألیف کرده‌اند. یک جلد از کتاب عبقات الانوار اثر میر حامدحسین هندی به این حدیث اختصاص یافته‌است.
در استدلال‌های کلامی میان شیعیان از این روایت استفاده شده‌است تا امتیاز عصمت را برای علی بن ابی‌طالب قائل شوند. متوسلین به این استدلال معتقدند که محمد در این روایت، تمام امتیازات و فضائل هارون را نسبت به موسی، برای علی بن ابی‌طالب ثابت کرده‌است. در این استدلال با تأکید بر آیاتی از قرآن همچون آیه ۲۹ تا ۳۲ و ۳۶ سوره طه و ۱۴۲ سوره اعراف که تصریح کرده‌است موسی، هارون را شریک خود در رسالت قرار داده و جانشین خود بر قومش گذاشته‌است، امتیازات و فضائل موسی را (از جمله عصمت) برای هارون قائل می‌داند. در دانشنامه کلام اسلامی، منزلت‌های «وجوب اطاعت»، «وزارت»، «حمایت»، «محبوبیت» و «برتری بر دیگران» از جمله منزلت‌هایی عنوان شده‌است که علی به واسطه این روایت برخوردار شده‌است. دیگر منابع نیز ارتباط‌های دیگری بین موسی و هارون و نسبت آن به محمد و علی را عنوان کرده‌اند که عبارتند از:
- دومین شخصیت مهم در قوم بنی‌اسرائیل بودن هارون بعد از موسی
- برادری میان موسی و هارون
- برترین فرد بودن هارون در میان قوم موسی
- خلافت و جانشینی هارون برای قوم موسی در غیاب موسی
- عالم‌ترین فرد قوم موسی بودن هارون
- محبوب‌ترین فرد نزد خدا و موسی بودن هارون
- پشتوانه بودن هارون برای موسی از جانب خداوند
- عصمت هارون از خطا و نسیان

در دانشنامه کلام اسلامی آمده‌است که عمومیت آیه ۱۴۲ اعراف، تخصیص بردار نیست و مقتضای این عمومیت آن است که هرگاه موسی به سفر برود، هارون جانشین او خواهد بود و این عمومیت حتی شامل پس از مرگ موسی نیز می‌شود. بر همین اساس، با وجود تشابه بین آیه و حدیث منزلت، حدیث نیز عمومیت داشته و فارغ از زمان و مکان، اعتقاد به جانشینی علی بن ابی‌طالب را پس از محمد در امت اسلامی را به اثبات می‌رساند. از همین روی در منابع شیعه، با توجه به حدیث منزلت به وجوب اطاعت از علی به جهت وجوب اطاعت از هارون برای قوم بنی‌اسرائیل تصریح شده‌است. در شرح المقاصد آمده‌است که با انضمام استدلال‌های صورت گرفته در عمومیت حدیث منزلت و وجوب جانشینی و اطاعت از علی در مدینه در هنگام واقعه تبوک و همین‌طور، اهمیت بیشتر وجود جانشینی در زمان فقدان محمد نسبت به زمان غیبت موقت او، و همین‌طور با توجه به عدم خلع این جانشینی از علی یا نصب جانشینی دیگر در این مدت تا زمان مرگ محمد، جانشینی و خلافت علی پس از محمد ثابت شده‌است. در این خصوص استدلالی بر مبنای ادبیات عرب نیز اقامه شده‌است. بر اساس این استدلال؛ اضافه شدن «اسم جنس» به «اسم عَلَم» در عربی، معنای عمومیت را می‌رساند و از آنجا که در حدیث منزلت، کلمه «منزلة» — که اسم جنس است — به کلمه «هارون» — که اسم علم است — اضافه شده‌است؛ تمام ویژگی‌های هارون را شامل می‌شود؛ بنابراین علی بن ابی‌طالب مشمول تمام ویژگی‌های هارون شده‌است و استثناء از فرد خاص، امری غیر معقول است.
کلینی، محدث شیعه به جانشینی یوشع بن نون به جای موسی اشاره دارد و تأکید می‌کند که یوشع به جهت امر الهی و به جهت اینکه از نسل هارون بوده‌است به وصایت برگزیده شد. او با اشاره به این که کسی از نسل موسی به جانشینی او منصوب نشده‌است، ایرادات وارده از جانب منتقدان استدلال‌ها به این حدیث را پاسخ داده‌است. علی میلانی نیز در پاسخ به انتقادی دیگر بر این استدلال، که بر روی بی‌ارزش بودن جانشینی در تبوک متمرکز است؛ به گزارشی اشاره می‌کند که سعد بن ابی‌وقاص و عمر بن خطاب، خواهان ماندن در مدینه و جانشینی بودند و معتقد است، اگر این جانشینی کم ارزش بوده‌است، این افراد اقدام به طلب آن نمی‌کردند.

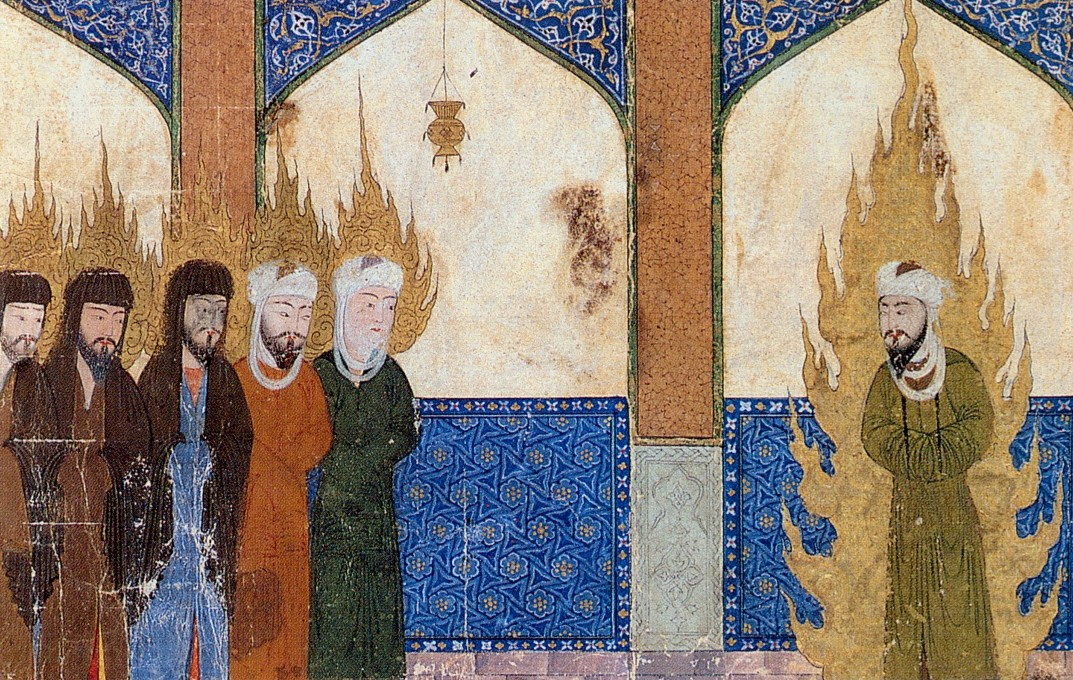
دیدار محمد (راست) با ابراهیم، موسی و عیسی در مینیاتوری ایرانی. برگرفته از نسخهٔ خطی قرون وسطایی نوشتهٔ باربارا هانوالت.

### از دیدگاه اهل سنت
خطیب بغدادی گزارش می‌کند که عمر بن خطاب به استناد این روایت، هر کس علی بن ابی طالب را دشنام دهد را منافق می‌دانست. برخی منابع سنی مذهب همچون ابن تیمیه در منهاج السنه، این منزلت برای علی بن ابی‌طالب را منحصر در ماجرای تبوک دانسته‌است و برخی دیگر همچون باقلانی در تمهید الاوائل، بر این باورند که علی، تنها جانشین محمد در شهر مدینه و خانواده محمد بوده‌است. باقلانی در این خصوص گزارش می‌کند که این حکم تنها به دوران غیبت محمد به جهت غزوه تبوک اختصاص داشته‌است. باقلانی همچنین به جانشینی سایر صحابه محمد در زمان غیبت او در مدینه اشاره داشته و معتقد است که این جانشینی، کسی را مستحق خلافت پس از مرگ محمد نخواهد ساخت. به اعتقاد اهل سنت، از آنجا که هارون پیش از موسی درگذشت، حدیث منزلت را نمی‌توان نص بر خلافت بعد از درگذشت محمد دانست. کسانی که به این قول پرداخته‌اند، عبارتند از ابن حجر عسقلانی، قسطانی و قاری. ابن تیمیه در استدلالی عنوان می‌کند که در غزوه تبوک، تمام مردان مدینه به همراه سپاه محمد به خارج از مدینه رفتند و در مدینه فقط زنان و کودکان مانده بودند و از این رو، جانشینی علی بر زنان و کودکان، نسبت به جانشینی صحابه قبلی که جانشین پیامبر شده بودند، کم ارزش‌تر است.
به گزارش میرحامد حسین، ابن ابی الحدید با تأکید بر آیات ۲۹ تا ۳۲ سوره طه، و با انضمام حدیث منزلت، تمام فضائل هارون را برای علی بن ابی‌طالب قائل می‌داند. او بر این باور است که اگر محمد، خاتم پیامبران نمی‌بود، علی با او در نبوت شراکت می‌داشت.
از دیگر کاربردهای حدیث که بیشتر در منابع سنی مذهب مورد استفاده قرار گرفته‌است، مسئله استنباط این مطلب است که بعد از محمد دیگر پیامبری مبعوث نخواهد شد. ابن کثیر به مسئله ختم نبوت و اثبات آن از این روایت پرداخته‌است. این مفهوم به نوعی پایان‌بخش شبهات و تردیدهایی در خصوص نبوت محمد بود که در اواخر حیات محمد بروز کرده بود.

## یادداشت
1. ↑  علی بن ابی‌طالب، حسن مجتبی، علی بن حسین، محمد بن علی، جعفر بن محمد، موسی بن جعفر، علی بن موسی، علی بن محمد و حسن عسکری[۳۸]
2. ↑  از جمله علی بن ابی‌طالب، عبدالله بن عباس، جابر بن عبدالله انصاری، عبدالله بن مسعود، سعد بن ابی‌وقاص، عمر بن خطاب، ابوسعید خدری، ابوهریره، زید بن ارقم، انس بن مالک، ام سلمه و اسماء بنت عمیس[۳۹] و همچنین حذیفه بن یمان، ابوذر غفاری، عباس بن عبدالمطلب، سلمان فارسی، مقداد و چند تن دیگر.[۴۰]